# Tredje kolerapandemin
Den tredje kolerapandemin, också känd som den  Asiatiska kolerapandemin eller den Asiatiska koleran var en pandemi av kolera som ägde rum mellan år 1846 till 1860.  Den är känd som den tredje av flera kolerapandemier som ägde rum i Asien och Europa under 1800- och 1900-talet, och den föregicks av den andra kolerapandemin och följdes av den fjärde kolerapandemin. Pandemin började i Indien och spred sig därifrån genom Sydvästasien till Kina och Japan, och genom Mellanöstern till Europa och USA. Under denna pandemi konstaterades, under utbrottet 1854 i Broad Street i London, att smittspridningen berodde på bristande hygien, vilket ledde till ett genombrott i hygien och dess betydelse för allmän hälsa och stadsplanering. 

## Historik
Andra koleraepidemin hade upphört 1837. Det dröjde dock inte länge, förrän Europa hemsöktes av en ny epidemi, som började 1844 i Indien, utbredde sig 1847 och 1848 över Ryssland och större delen av Europas kontinent samt nådde Finland 1849 och Sverige 1850.
Under nästan hela 1850-talet höll den sig kvar på vissa punkter i Europa, angrep sålunda 1854 sydvästra Tyskland och det dittills jämförelsevis skonade Schweiz samt gjorde även en påhälsning vid Afrikas västkust och i Sydamerika.
Danmark och Skandinaviska halvön blev svårast hemsökta under 1853, men Sverige blev inte fullt fritt från denna epidemi förrän 1859, i det att sjukdomen under de mellanliggande åren blossade upp varje sommar.